# Deltaedro
Deltaedro é um poliedro cujas faces são todas triângulos equiláteros. Há infinitos deltaedros, mas apenas oito são convexos:

## Deltaedros convexos
- Poliedros regulares convexos (3 dos Sólidos Platónicos)

- - Tetraedro
  - Octaedro
  - Icosaedro

- Poliedros não uniformes convexos (5 dos Sólidos de Johnson)
  - Bipirâmide triangular
  - Bipirâmide pentagonal
  - Disfenoide achatado
  - Prisma triangular triaumentado
  - Bipirâmide quadrada giralongada

| Deltaedros convexos         | Deltaedros convexos             | Deltaedros convexos | Deltaedros convexos | Deltaedros convexos | Deltaedros convexos | Deltaedros convexos | Deltaedros convexos       | Deltaedros convexos |
| Nome                        | Nome                            | Imagen              | Faces               | Faces               | Arestas             | Vértices            | Vértices                  | Simetria            |
| --------------------------- | ------------------------------- | ------------------- | ------------------- | ------------------- | ------------------- | ------------------- | ------------------------- | ------------------- |
| P1                          | Tetraedro regular               |                     | 4                   | 4 × te              | 6                   | 4                   | 4 × 3·3·3                 | Td                  |
| J12                         | Bipirâmide triangular           |                     | 6                   | 6 × te              | 9                   | 5                   | 2 × 3·3·3 3 × 3·3·3·3     | D3h                 |
| P3                          | Octaedro regular                |                     | 8                   | 8 × te              | 12                  | 6                   | 6 × 3·3·3·3               | Oh                  |
| J13                         | Bipirâmide pentagonal           |                     | 10                  | 10 × te             | 15                  | 7                   | 5 × 3·3·3·3 2 × 3·3·3·3·3 | D5h                 |
| J84                         | Disfenoide achatado             |                     | 12                  | 12 × te             | 18                  | 8                   | 4 × 3·3·3·3 4 × 3·3·3·3·3 | D2d                 |
| J51                         | Prisma triangular triaumentado  |                     | 14                  | 14 × te             | 21                  | 9                   | 3 × 3·3·3·3 6 × 3·3·3·3·3 | D3h                 |
| J17                         | Bipirâmide quadrada giralongada |                     | 16                  | 16 × te             | 24                  | 10                  | 2 × 3·3·3·3 8 × 3·3·3·3·3 | D4d                 |
| P5                          | Icosaedro regular               |                     | 20                  | 20 × te             | 30                  | 12                  | 12 × 3·3·3·3·3            | Ih                  |
| te = Triângulos equiláteros |                                 |                     |                     |                     |                     |                     |                           |                     |